# 31374 Hruskova
31374 Hruskova è un asteroide della fascia principale. Scoperto nel 1998, presenta un'orbita caratterizzata da un semiasse maggiore pari a 2,2948143 au e da un'eccentricità di 0,1346367, inclinata di 1,46625° rispetto all'eclittica.
L'asteroide è dedicato alla studentessa ceca Aranka Hruskova.